# Wuhou

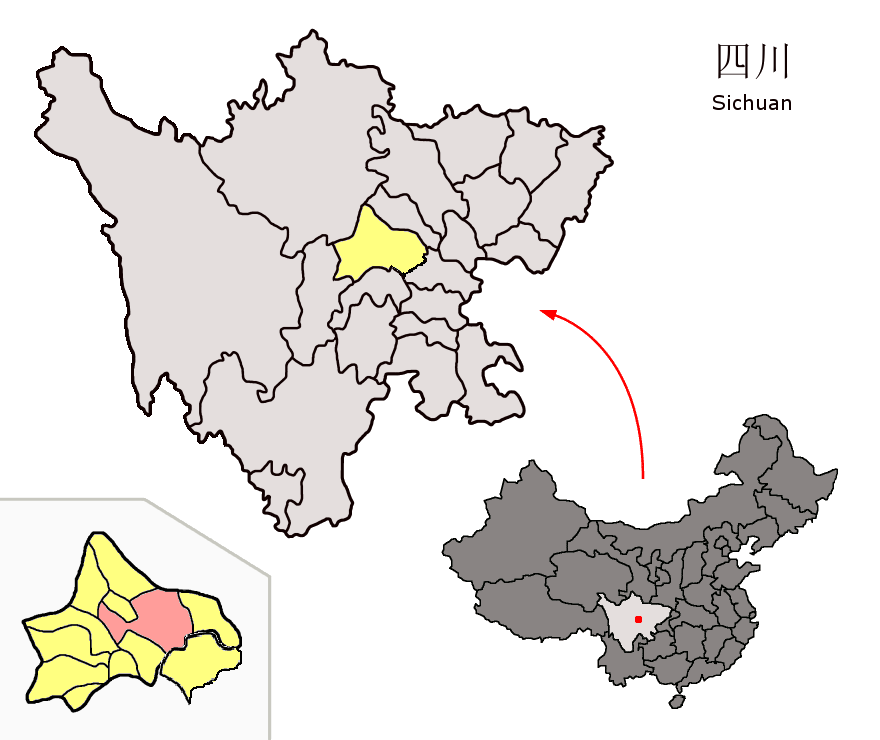
Lage des Gebiets der Stadtbezirke (rosa) auf dem Gebiet der Unterprovinzstadt Chengdu (gelb).

Der Stadtbezirk Wuhou (chinesisch 武侯区, Pinyin Wǔhóu Qū) ist ein Stadtbezirk in der chinesischen Provinz Sichuan. Er gehört zum Verwaltungsgebiet der Unterprovinzstadt Chengdu. Wuhou hat eine Fläche von 121,3 km² und zählt 1.855.186 Einwohner (Stand: Zensus 2020).

## Administrative Gliederung
Auf Gemeindeebene setzt sich der Stadtbezirk aus siebzehn Straßenvierteln zusammen. 